# Patinação de velocidade nos Jogos Olímpicos de Inverno de 2010 - 1000 m feminino
As competições de 1000m feminino da patinação de velocidade nos Jogos Olímpicos de Inverno de 2010 foram disputadas no Richmond Olympic Oval em Vancouver, Colúmbia Britânica, em 18 de fevereiro de 2010.

## Medalhistas
| Ouro   | CAN Christine Nesbitt   |
| Prata  | NED Annette Gerritsen   |
| Bronze | NED Laurine van Riessen |

## Recordes
Antes desta competição, os recordes mundiais e olímpicos da prova eram os seguintes:
| Tipo | Atleta        | Tempo   | Local          | Data                    |
| ---- | ------------- | ------- | -------------- | ----------------------- |
|      | Cindy Klassen | 1:13.11 | Calgary        | 25 de março de 2006     |
|      | Chris Witty   | 1:13.83 | Salt Lake City | 17 de fevereiro de 2002 |

Nenhum recorde foi estabelecido nesta prova nos Jogos de Vancouver.

## Resultados
| Pos.              | Par | Raia | Atleta                       | Tempo    | Diferença | Notas |
| ----------------- | --- | ---- | ---------------------------- | -------- | --------- | ----- |
| Medalha de ouro   | 17  | i    | CAN Christine Nesbitt        | 1:16.56  | 0.00      |       |
| Medalha de prata  | 16  | o    | NED Annette Gerritsen        | 1:16.58  | +0.02     |       |
| Medalha de bronze | 13  | o    | NED Laurine van Riessen      | 1:16.72  | +0.16     |       |
| 4                 | 18  | i    | CAN Kristina Groves          | 1:16.78  | +0.22     |       |
| 5                 | 15  | i    | JPN Nao Kodaira              | 1:16.80  | +0.24     |       |
| 6                 | 18  | o    | NED Margot Boer              | 1:16.94  | +0.38     |       |
| 7                 | 11  | i    | USA Jennifer Rodriguez       | 1:17.08  | +0.52     |       |
| 8                 | 12  | o    | NED Ireen Wüst               | 1:17.28  | +0.72     |       |
| 9                 | 12  | i    | USA Heather Richardson       | 1:17.37  | +0.81     |       |
| 10                | 2   | o    | NOR Hege Bøkko               | 1:17.43  | +0.87     |       |
| 11                | 7   | i    | RUS Yekaterina Shikhova      | 1:17.46  | +0.90     |       |
| 12                | 3   | o    | CZE Karolína Erbanová        | 1:17.53  | +0.97     |       |
| 13                | 2   | i    | PRK Ko Hyon-Suk              | 1:17.63  | +1.07     |       |
| 14                | 11  | o    | GER Anni Friesinger          | 1:17.71  | +1.15     |       |
| 15                | 16  | i    | JPN Sayuri Yoshii            | 1:17.81  | +1.25     |       |
| 16                | 1   | o    | KAZ Yekaterina Aydova        | 1:17.85  | +1.29     |       |
| 17                | 3   | i    | GER Jenny Wolf               | 1:17.91  | +1.35     |       |
| 18                | 9   | o    | CHN Jin Peiyu                | 1:17.97  | +1.41     |       |
| 19                | 4   | o    | ITA Chiara Simionato         | 1:18.02  | +1.46     |       |
| 20                | 13  | i    | RUS Olga Fatkulina           | 1:18.13  | +1.57     |       |
| 21                | 6   | i    | CAN Shannon Rempel           | 1:18.174 | +1.61     |       |
| 22                | 17  | o    | GER Monique Angermüller      | 1:18.179 | +1.61     |       |
| 23                | 10  | o    | KOR Lee Sang-Hwa             | 1:18.24  | +1.68     |       |
| 24                | 15  | o    | CHN Wang Beixing             | 1:18.30  | +1.74     |       |
| 25                | 14  | i    | CAN Brittany Schussler       | 1:18.31  | +1.75     |       |
| 26                | 14  | o    | USA Elli Ochowicz            | 1:18.33  | +1.77     |       |
| 27                | 8   | i    | RUS Yekaterina Malysheva     | 1:18.56  | +2.00     |       |
| 28                | 9   | i    | RUS Yekaterina Lobysheva     | 1:18.785 | +2.22     |       |
| 29                | 1   | i    | USA Rebekah Bradford         | 1:18.788 | +2.22     |       |
| 30                | 4   | i    | AUS Sophie Muir              | 1:18.79  | +2.23     |       |
| 31                | 10  | i    | POL Katarzyna Bachleda-Curuś | 1:19.00  | +2.44     |       |
| 32                | 7   | o    | CHN Yu Jing                  | 1:19.13  | +2.57     |       |
| 33                | 8   | o    | CHN Ren Hui                  | 1:19.18  | +2.62     |       |
| 34                | 5   | o    | JPN Tomomi Okazaki           | 1:19.41  | +2.85     |       |
| 35                | 6   | o    | JPN Miho Takagi              | 1:19.53  | +2.97     |       |
| 99 !              | 5   | i    | KOR Kim Yu-Lim               | DNF      | +9.99 !   |       |

Legenda
| Recorde mundial      | Recorde mundial (World record)               |                       | Recorde africano                      | Recorde africano (African) |                                           | Q | Classificado por posição (Qualified) |
| Recorde olímpico     | Recorde olímpico (Olympic record)            | Recorde da América    | Recorde da América (Americas)         | q                          | Classificado por melhor tempo (Qualified) |   |                                      |
| Melhor marca do ano  | Melhor marca do ano (World leading)          | Recorde asiático      | Recorde asiático (Asian)              | DNS                        | Não largou (Did not start)                |   |                                      |
| Recorde nacional     | Recorde nacional (National record)           | Recorde europeu       | Recorde europeu (European)            | DNF                        | Não terminou (Did not finish)             |   |                                      |
| Recorde pessoal      | Recorde pessoal do atleta (Personal best)    | Recorde da Oceania    | Recorde da Oceania (Oceania)          | DSQ / DQ                   | Desclassificado (Disqualified)            |   |                                      |
| Recorde da temporada | Recorde da temporada do atleta (Season best) | Recorde sul-americano | Recorde sul-americano (South America) | NM                         | Sem marca (No mark)                       |   |                                      |